# Mukur (dystrykt)
Mukur (pers. ‏مقر‎, paszto ‏مقر‎) — jeden z dystryktów należących do wilajetu Ghazni (Afganistan). W 1990 roku w dystrykcie Mukur mieszkało 31 359 osób.